# Strathgryfe

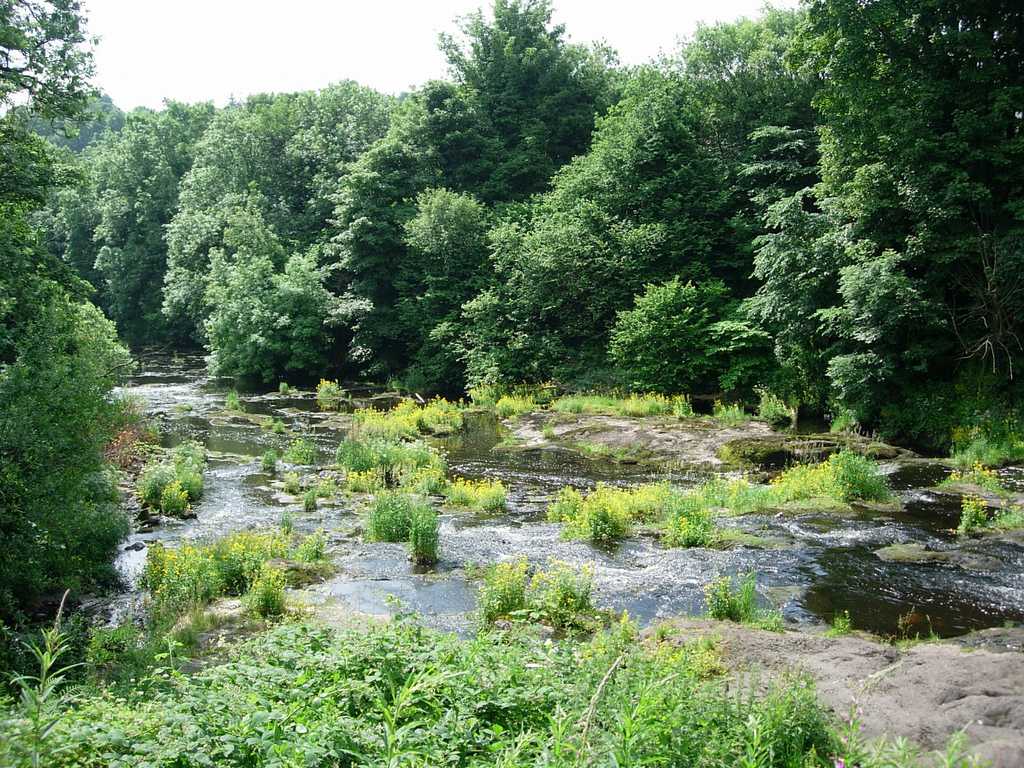
La rivière Gryffe, dans le Renfrewshire, en Ecosse.

Strathgryffe ou Gryffe Valley (parfois orthographié Gryfe) (gaélique écossais: Srath Ghriobhaidh) est une région situé aux alentours de la Gryfe, qui s'étend sur les council area du Renfrewshire et de l'Inverclyde au Royaume-Uni. Strathgryffe a été par le passé une région et une seigneurie féodale d'Écosse.

## Histoire
Les terres du Strathgryffe ont été offertes par le roi David Ier d'Écosse à Walter Fitzalan, premier Grand Intendant d'Écosse, et fondateur de la Maison Stuart en Écosse dans les années 1130.
Strathgryffe est absorbé dans le comté de Renfrew médiéval, dans lequel les Stuart sont basés pendant des siècles.

### Nom
« Stragrif » est mentionné dans la charte de 1169 de l'abbaye de Paisley, qui domine les églises de la région. Le nom 'Gryff' est enregistré dans la Military Survey of Scotland 1747-1755, compilée par William Roy, un ancêtre des cartes de l'Ordnance Survey en Grande-Bretagne.
L'usage du nom 'Gryffe' devient de plus en plus prédominant dans la région, visible notamment sur les panneaux de signalisation indiquant le nom de la rivière, mais également dans le nom d'organisations comme le Gryffe Valley Rotary Club et la Gryffe High School à Houston.

## Villes
- Kilmacolm
- Quarrier's Village
- Bridge of Weir
- Houston
- Crosslee
- Craigends